# Eucremastus
Eucremastus is een geslacht van insecten uit de orde vliesvleugeligen (Hymenoptera) en de familie Ichneumonidae.

## Soorten
- E. collaris Narolsky, 1990
- E. cyphostichae Lal, 1967
- E. hebraicator Aubert, 1982
- E. inexspectatus Narolsky, 1990
- E. manni (Tschek, 1871)
- E. parvipes (Morley, 1913)
- E. priebei Kolarov, 1999
- E. pugillator Shaumar, 1966
- E. villiersi (Benoit, 1953)